# Børge Bak
Børge Bak, född 31 december 1912, död 1990, var en dansk kemist. Han var 1957-1983 professor i kemi vid H.C. Ørsted Instituttet på Köpenhamns universitet. Han invaldes 1974 som utländsk ledamot av svenska Vetenskapsakademien.